# La Mort de l'oncle Joe
La Mort de l'oncle Joe est le troisième tome du cycle II de Sir Arthur Benton. Cette série BD d'espionnage est composée de deux cycles : le second commence avec la fin de la seconde guerre mondiale et le début de la dénazification de l'Allemagne et se termine à la mort de Staline (1945-1953).

## Synopsis
1948, Marchand et Benton doivent à présent contrer l'expansion des soviétiques en apportant leur soutien à Tito en plein schisme.

## Autres tomes
1. L’Organisation - 2008
2. Le Coup de Prague - 2009

### Lien
- Le site de la série